# Bengalia hobbyi
Bengalia hobbyi är en tvåvingeart som beskrevs av Senior-white 1940. Bengalia hobbyi ingår i släktet Bengalia och familjen spyflugor. Inga underarter finns listade i Catalogue of Life.